# Colbert (stacja metra)
Colbert – stacja metra w Lille, położona na linii 2. Znajduje się w miejscowości Tourcoing.
Została oficjalnie otwarta 27 października 2000.